# 랫 팩
랫 팩(Rat Pack)은 험프리 보가트를 중심으로한 배우들의 총칭이다. 1960년대 중반 등장한 단어로, 보가트의 사망 후 그들은 더 서밋(the Summit), 더 클랜(the Clan)으로 스스로 불렀다. 여기에는 프랭크 시나트라, 딘 마틴, 새미 데이비스 주니어, 피터 로퍼드, 조이 비숍이 해당한다. 이들은 《오션스 일레븐》, 《황야의 3상사》, 《시카고의 7인》 등에 같이 출연했으며, 시나트라, 마틴, 데이비스가 랫 팩의 리드 격으로 여겨졌다.

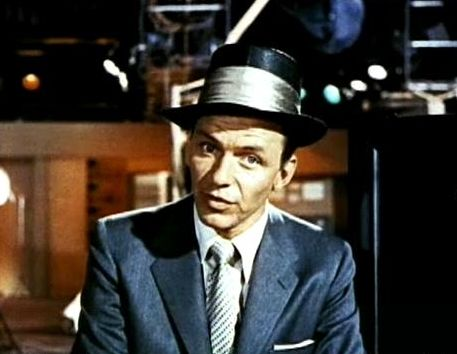
프랭크 시나트라 (1957)
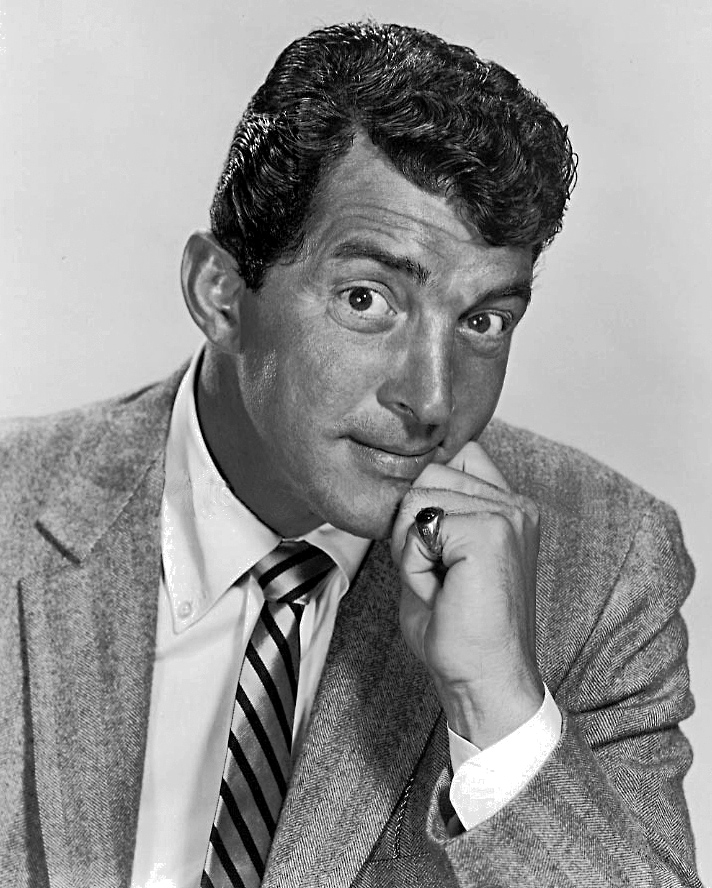
딘 마틴 (1960)
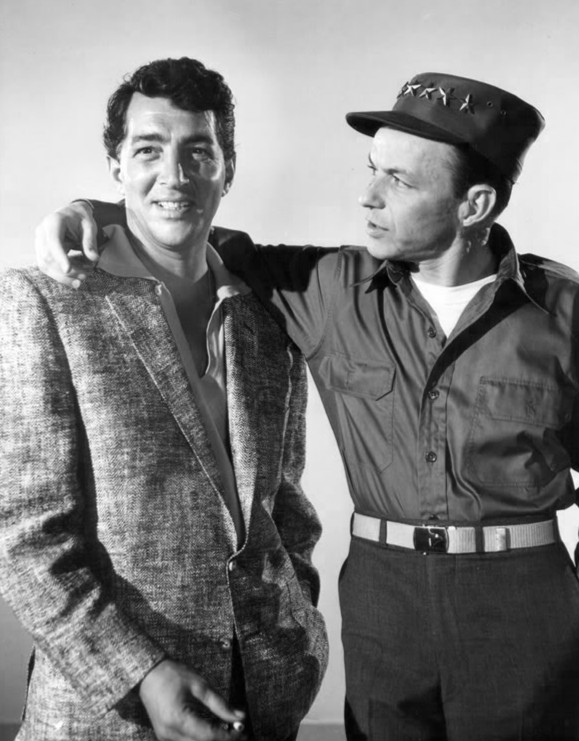
마틴과 시나트라 (1958)
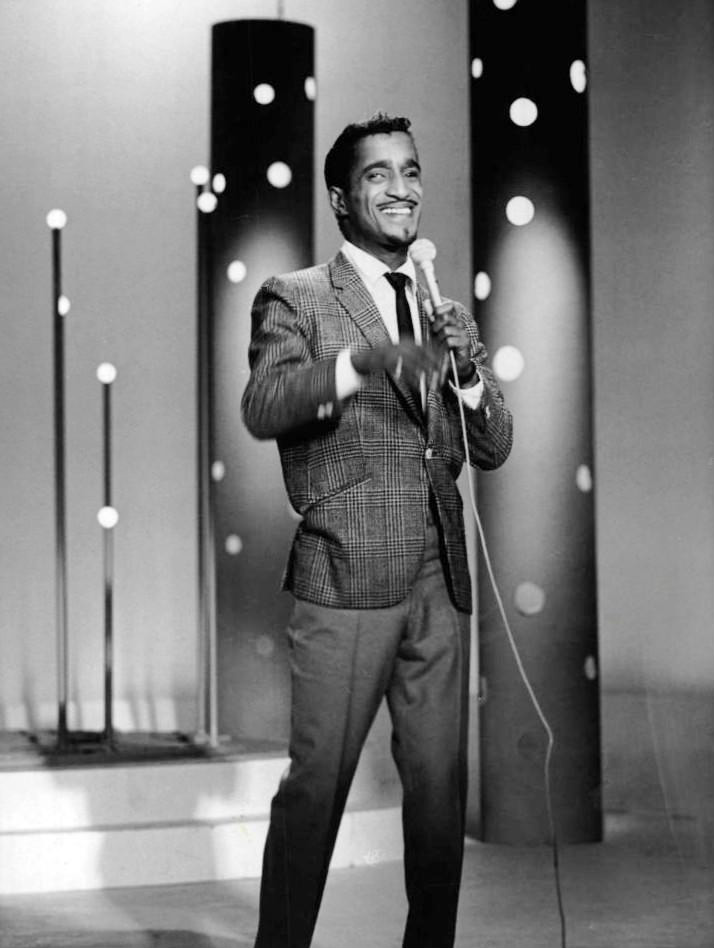
새미 데이비스 주니어 (1966)
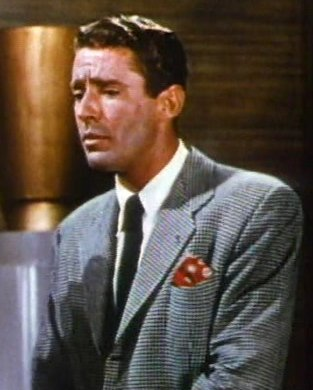
피터 로퍼드 (1951)
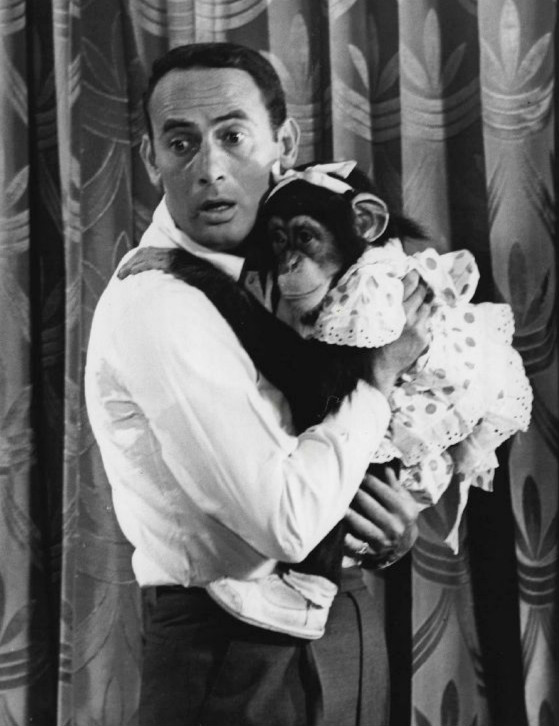
조이 비숍 (1964)
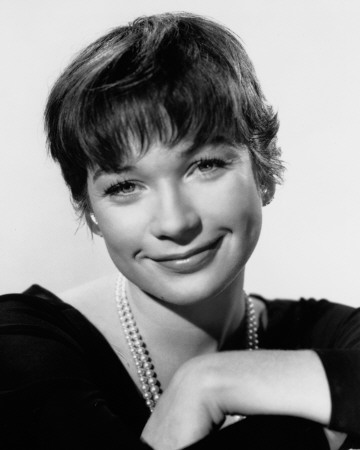
셜리 매클레인 (1960)

## 같이 보기
- 브랫 팩
- 프랫 팩
- 러스티 네일